# Klášter Dafnion
Dafnion (řecky Μονή Δαφνίου) je klášter v Řecku nedaleko Athén. Jeho počátky sahají do středověku a dnes je klasickou ukázkou byzantské architektury. Mimo jiné je znám díky množství dobře zachovalých mozaik, které tvoří jeho vnitřní výzdobu. Od roku 1990 je součástí světového dědictví.
Klášter z 11. století leží 11 km severozápadně od centra Ahtén na předměstí Chaidari, jižně od dálnice spojující Athény se Západním Řeckem (GR-8A). Nachází se v blízkosti stejnojmenného lesa, na posvátné cestě vedoucí do Eleusis.
Po těžkém poškození zemětřesením v roce 1999 je kvůli probíhající rekonstrukci veřejnosti uzavřen.